# Zhang Yesui
Zhang Yesui, (idioma chino: 张业遂, Pinyin: Zhāng Yèsuì), (nacido en Shanghái en 1953) es un político y diplomático chino y ocupó el cargo de Viceministro de Relaciones Exteriores de la República Popular China. Entre 2009 y 2012 también fue Embajador de la República Popular China en Estados Unidos.

## Biografía
Zhang Yesui nació en la Provincia de Hubei el 1 de octubre de 1953. Estudió en la Universidad de Lenguas Extranjeras de Pekín y se graduó en la London School of Economics and Political Science en Londres. 
Luego de completar su educación, ingresó al servicio diplomático siendo asignado a la Embajada china en el Reino Unido en Londres. Zhang luego asumió varios puestos del Departamento de Organizaciones Internacionales y Conferencias y del Departamento de Protocolo del Ministerio de Asuntos Exteriores. En el 2000, asume el cargo de Asistente del Ministro de Asuntos Exteriores responsable para la administración, protocolo y personal, llegando a ser Viceministro de Asuntos Exteriores en el 2003 con responsabilidad de áreas que incluyen política de investigación, África, Europa, Norteamérica y Oceanía, control de armas y desarme, así como tratados y leyes internacionales. En el 2008, es nombrado Embajador de China en las Naciones Unidas reemplazando a Wang Guangya.
Zhang está casado con Chen Naiqing, quien también es embajadora y diplomática, y tienen una hija. Zhang y su esposa fueron enviado a la Misión de la ONU entre 1988 y 1992. Chen fue embajadora en Noruega (2003–2007) y embajadora del Grupo de los Seis, un año y medio antes de ir a Nueva York con su esposo.